# Михальска, Гражина
Гражи́на Гу́рска-Миха́льска (пол. Grażyna Górska-Chojnacka; род. 23 марта 1960 года, Свиноуйсьце, Польша) — польская актриса кино.

## Биография
Гражина исполнила первую роль в кино в 1972 году в фильме Бабочка. Она принимала участие в фильмах Анджея Вайды, Януша Насфетера, Януша Заорского и других режиссёров. Несмотря на успехи и награды, снявшись ещё в одном фильме «Баритон» в 1984 году, Гражина Михальска уходит из кино. На сегодняшний день Гражина Михальска заведует сетью ресторанов в отелях Варшавы.

## Фильмография
| Год  | Название                   | Персонаж          |
| ---- | -------------------------- | ----------------- |
| 1972 | Бабочка                    | Хонорка           |
| 1973 | Не буду тебя любить        | Анка              |
| 1974 | Земля обетованная          | Зоська Малиновска |
| 1975 | Моя война, моя любовь      | Элжбета           |
| 1975 | Земля обетованная (сериал) | Зоська            |
| 1976 | Солдаты свободы            | Ева, связная      |
| 1980 | Меньшее небо               | девушка в баре    |
| 1981 | Детские вопросы            | Сандра-Стефания   |
| 1984 | Баритон                    |                   |